# Dzibilchaltún
Dzibilchaltún (Ts'íibil Cháaltun in Maya moderno) è un sito archeologico della civiltà Maya situato nello Yucatán, 16 km a nord di Mérida.
La struttura più famosa del luogo è il tempio delle sette bambole, chiamato in questo modo a causa della presenza di effigi scoperte sotto le rovine di un tempio piramidale negli anni cinquanta. Durante l'equinozio di primavera, la luce del Sole entra direttamente attraverso una finestra del tempio ed esce dall'altra. Il tempio è collegato al resto del sito tramite un lungo sacbé.
Nel sito di Dzibilchaltún si trova un cenote, che gli abitanti del luogo usano come piscina. Nel sito si trovano anche le rovine di una chiesa spagnola costruita dopo l'arrivo dei Conquistadores nel sedicesimo secolo.
Il museo locale ospita gli artefatti dei Maya del sito e della regione vicina ad esso.

## Galleria d'immagini

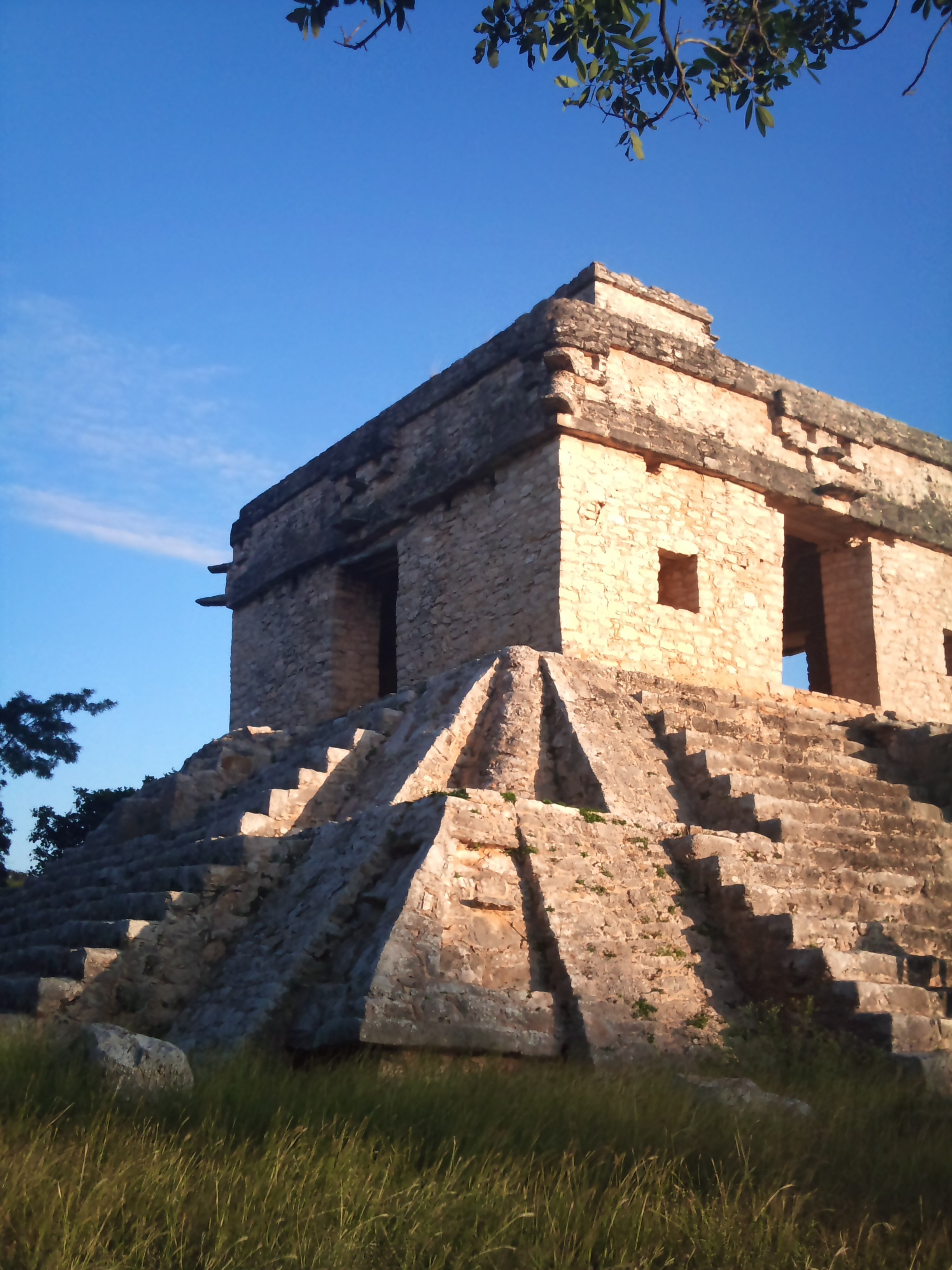
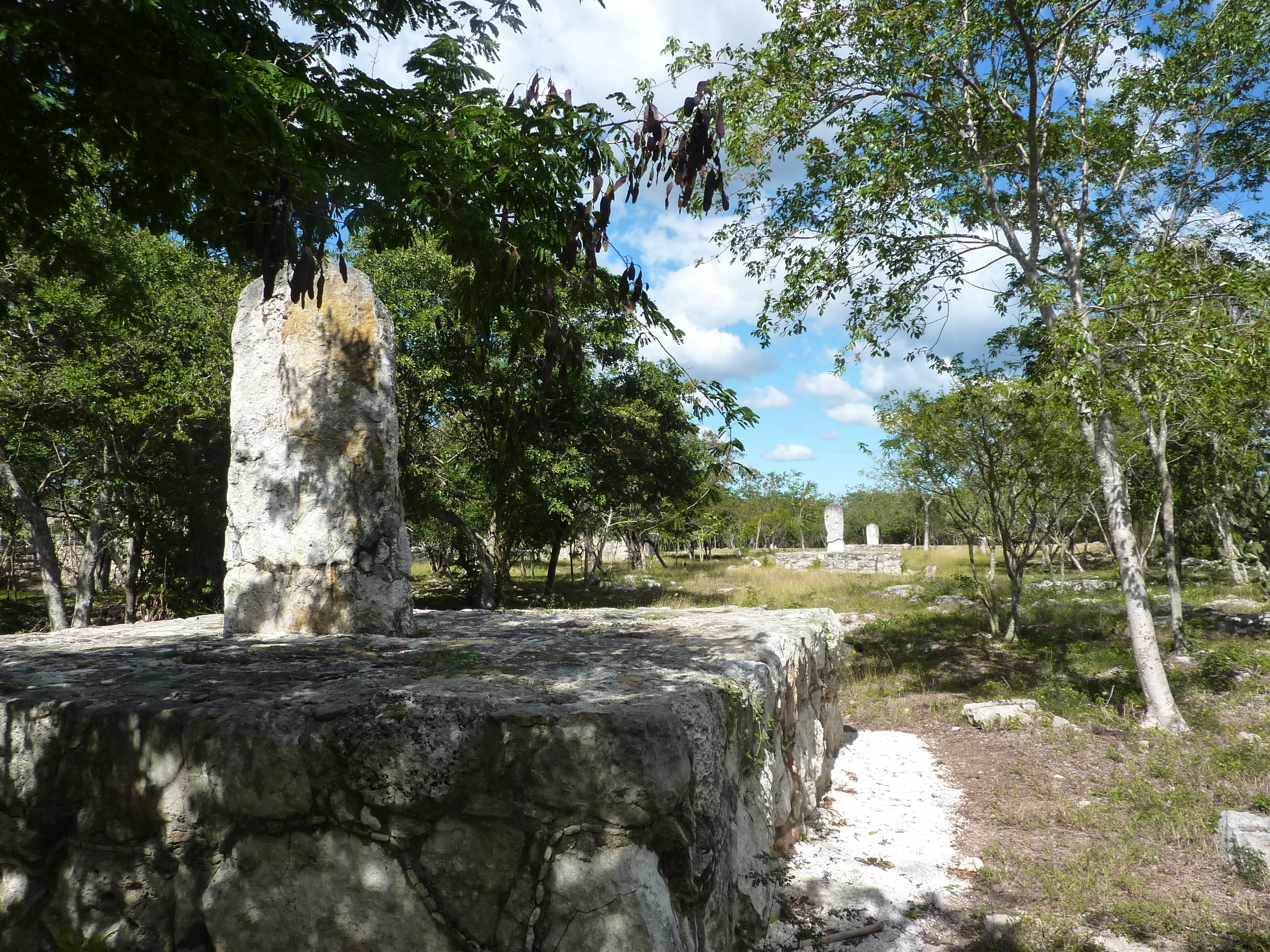
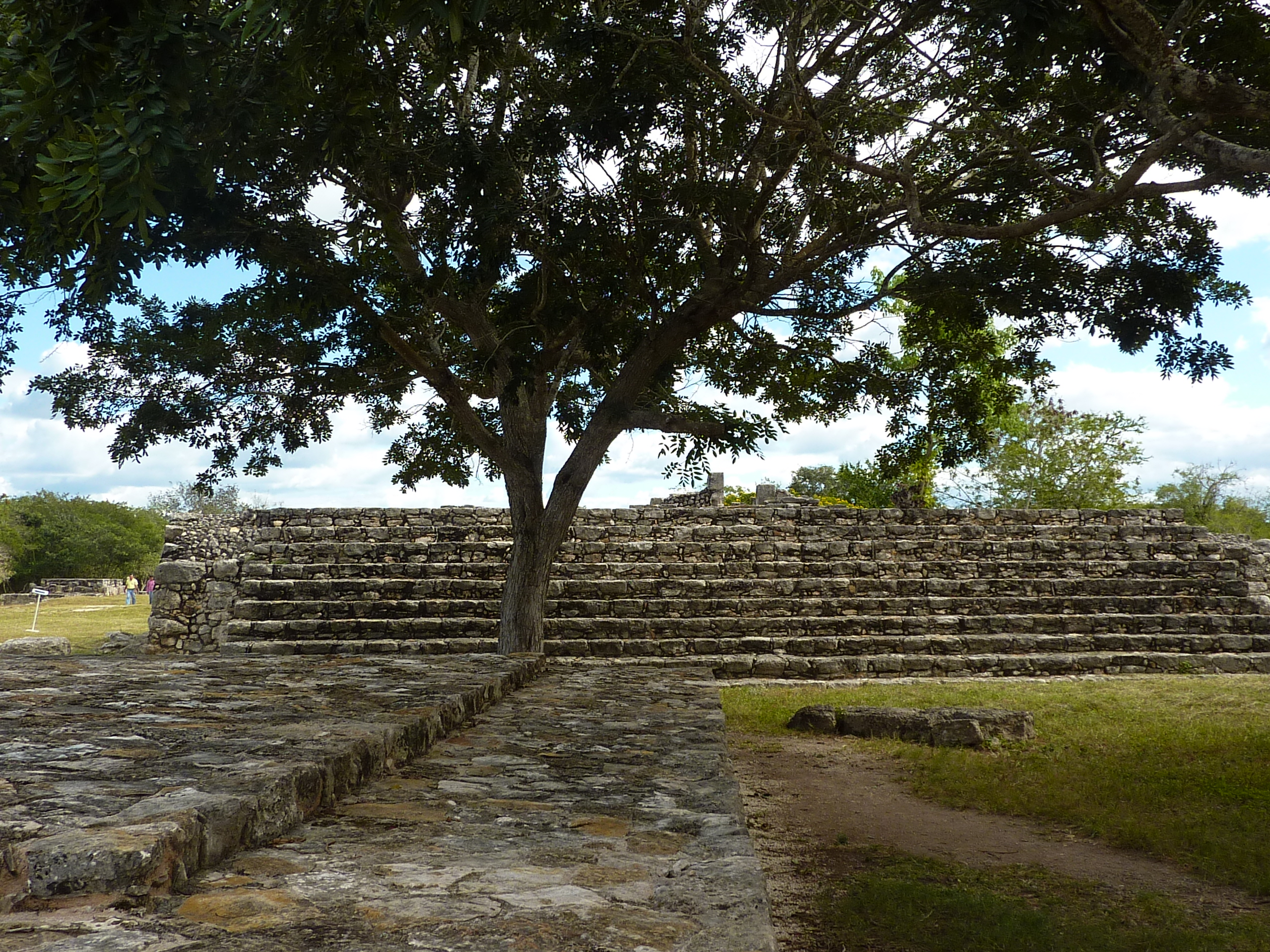
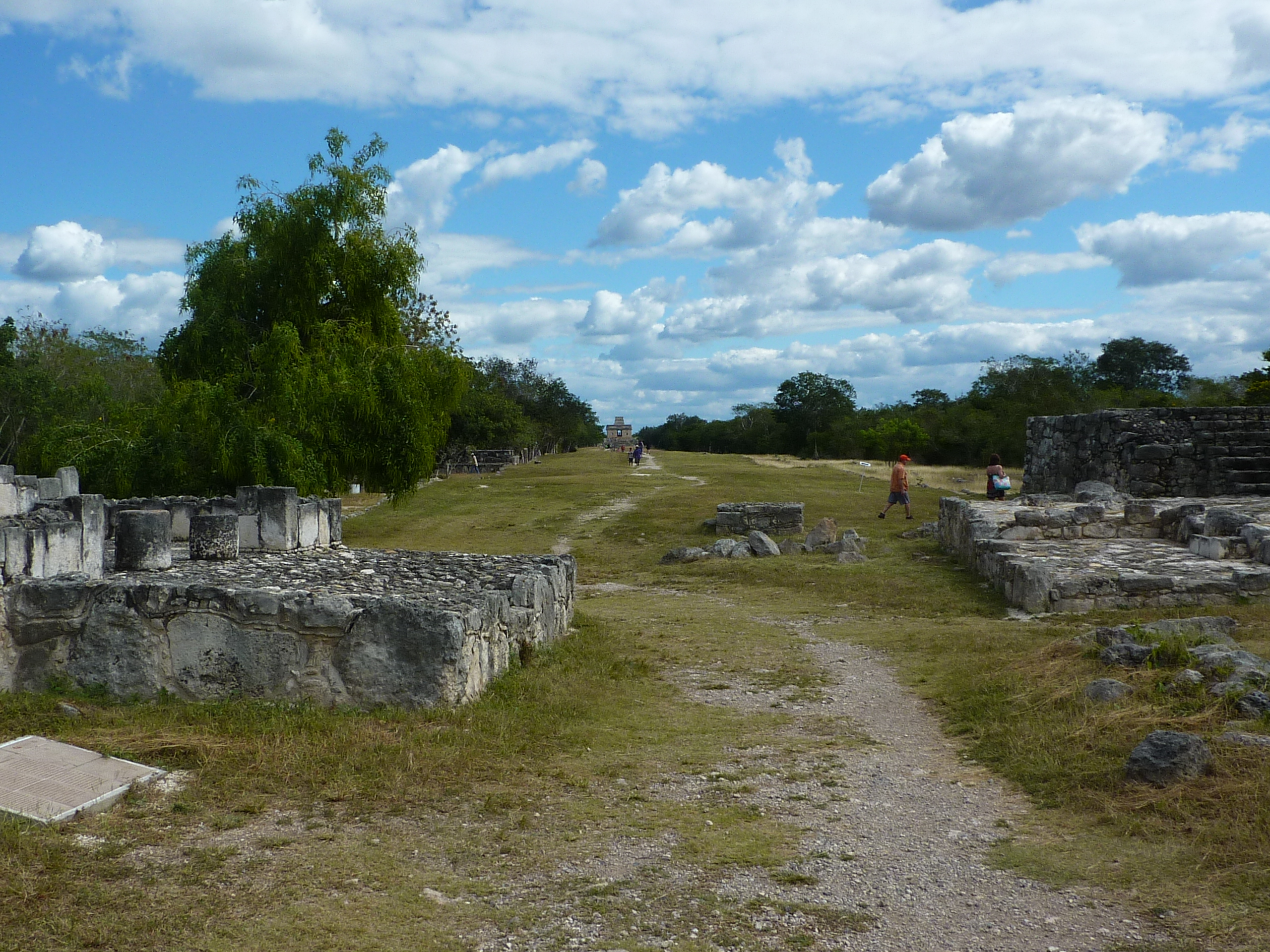
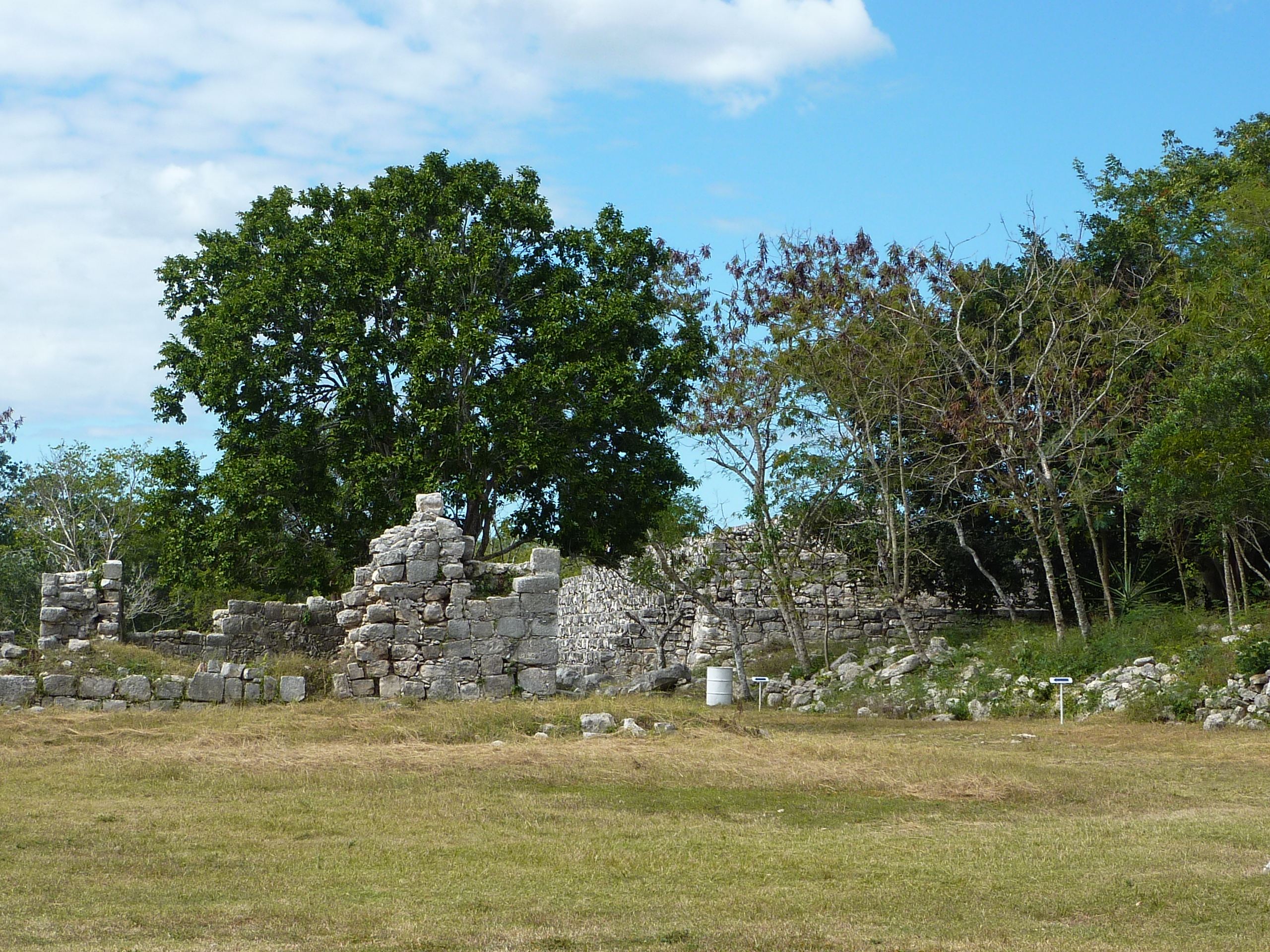
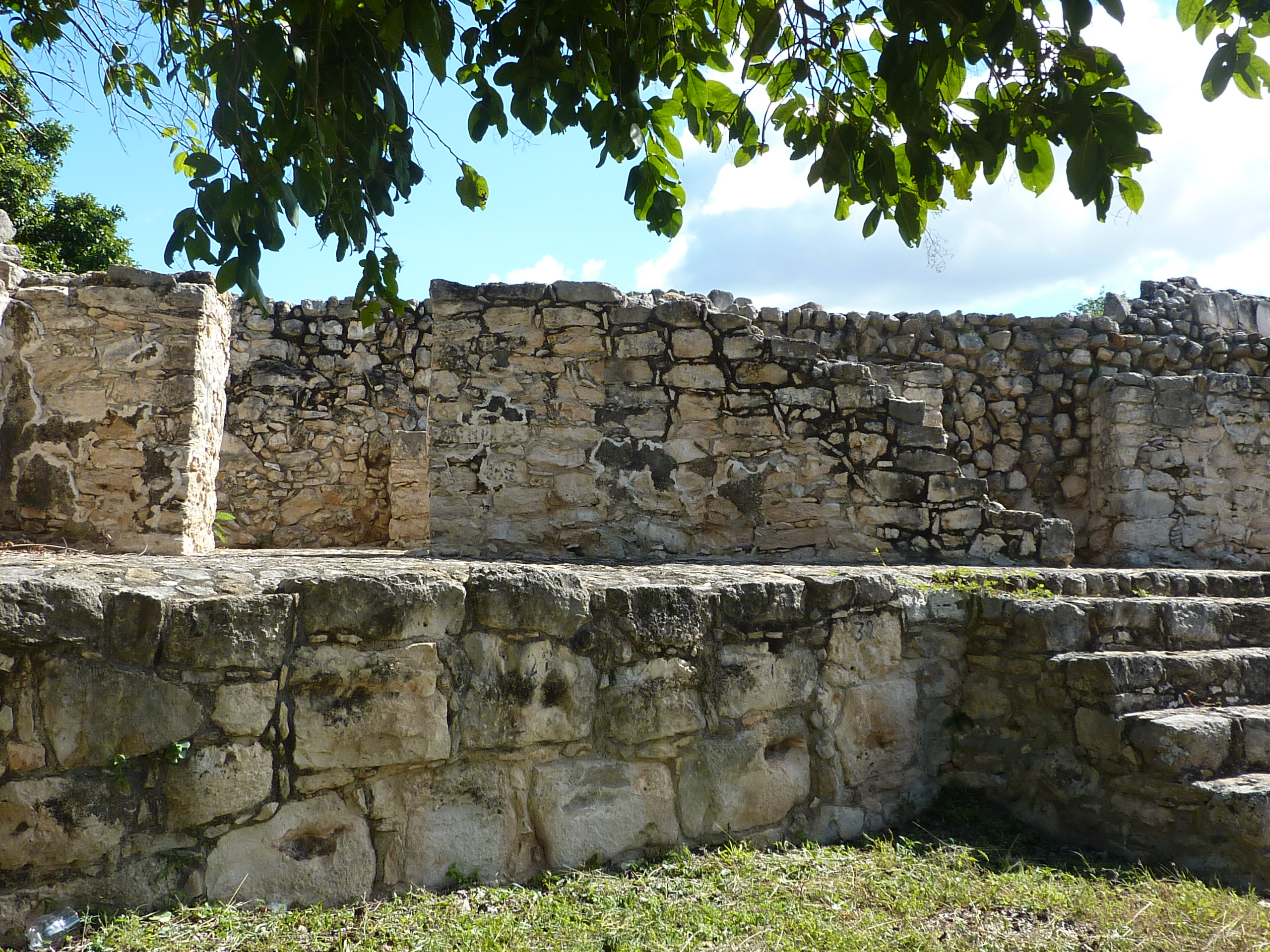
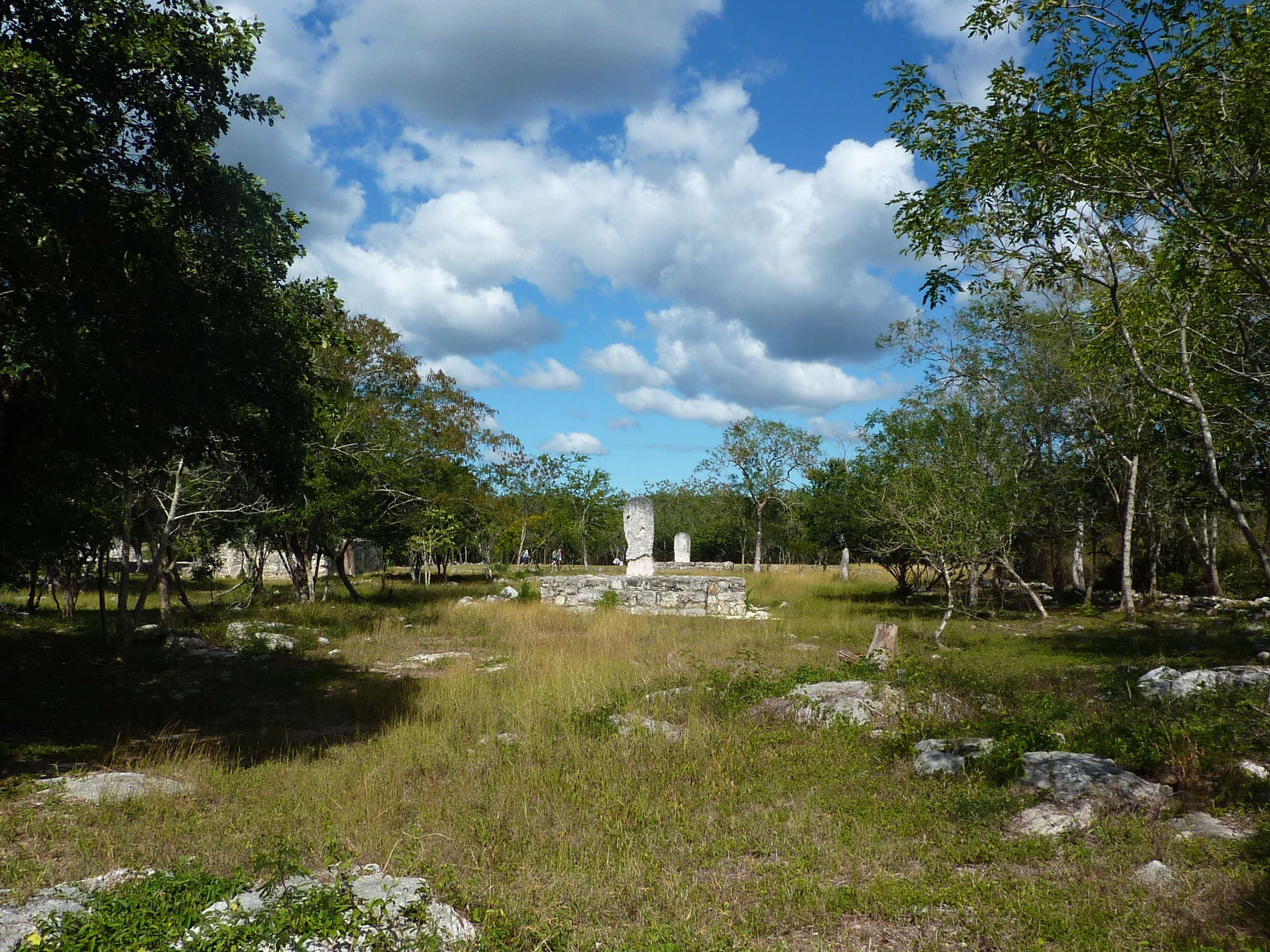
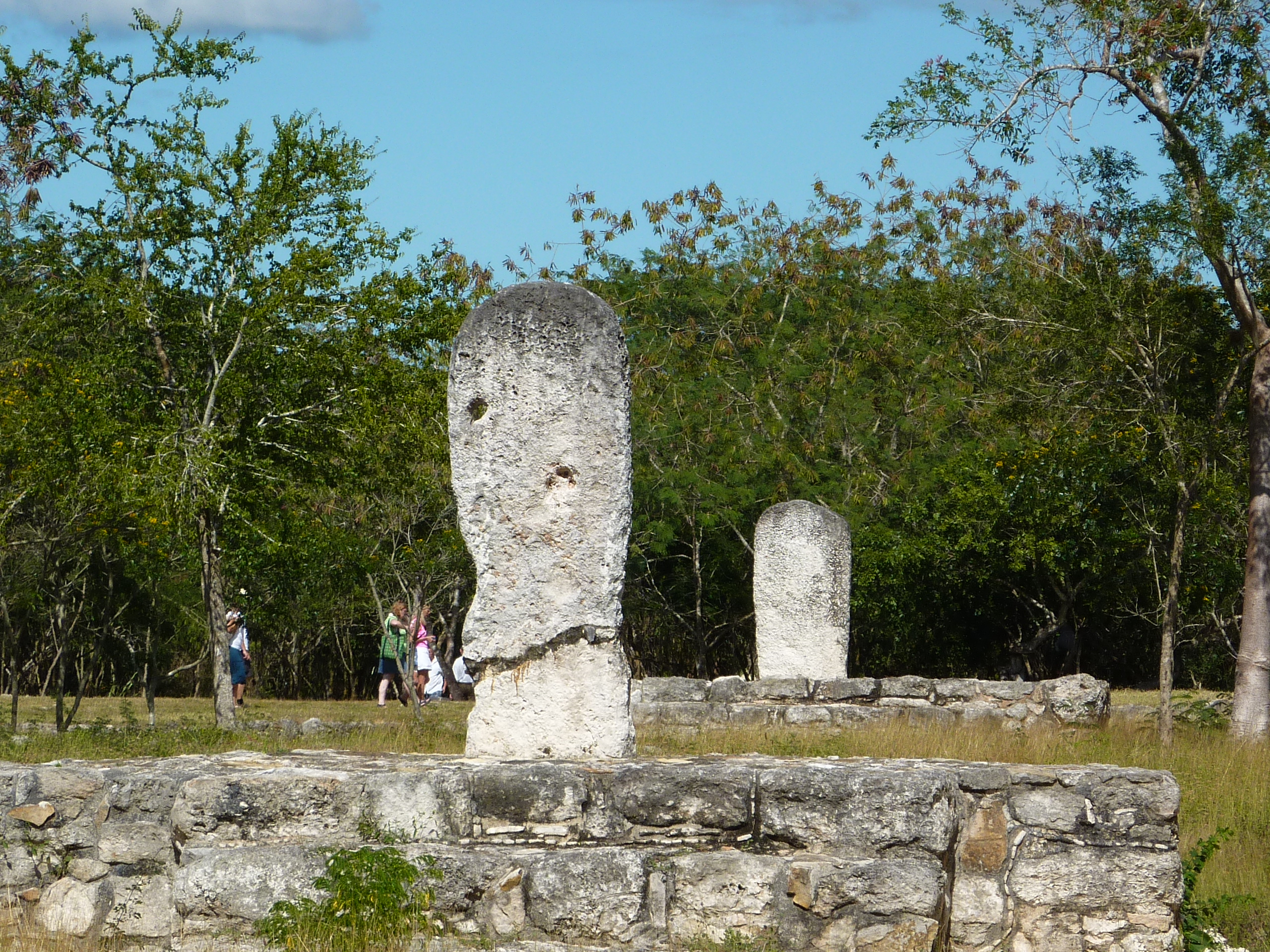
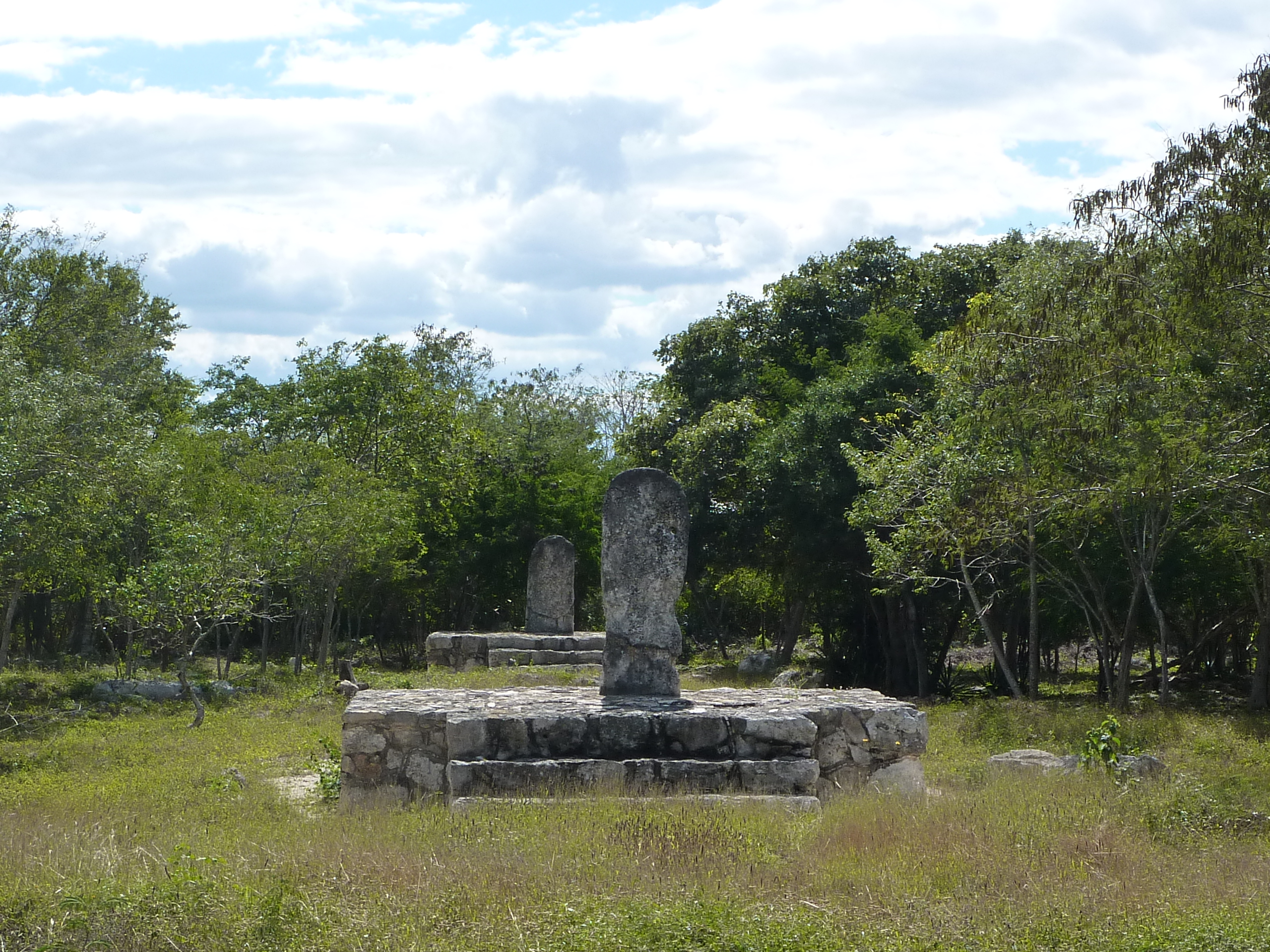
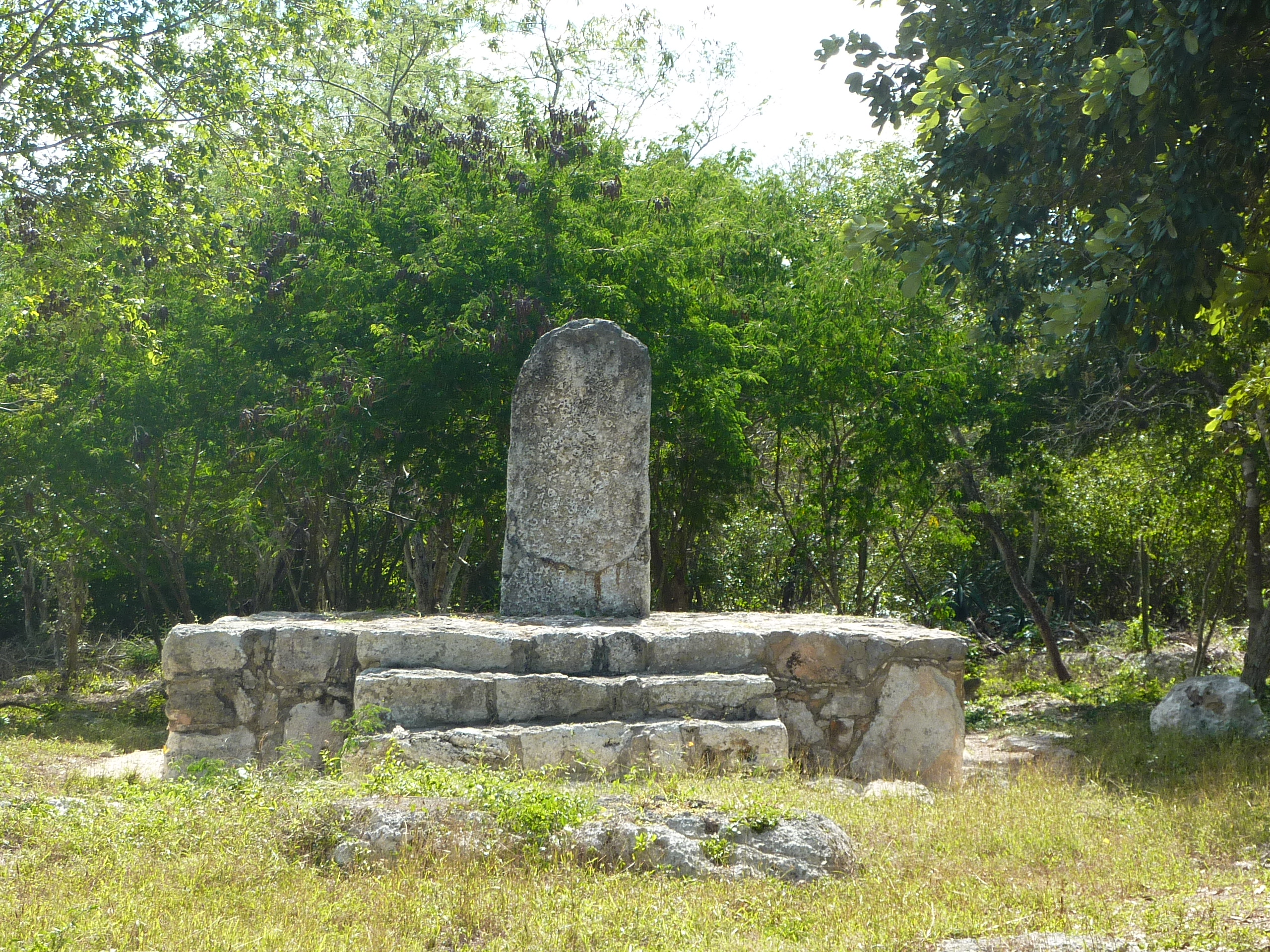
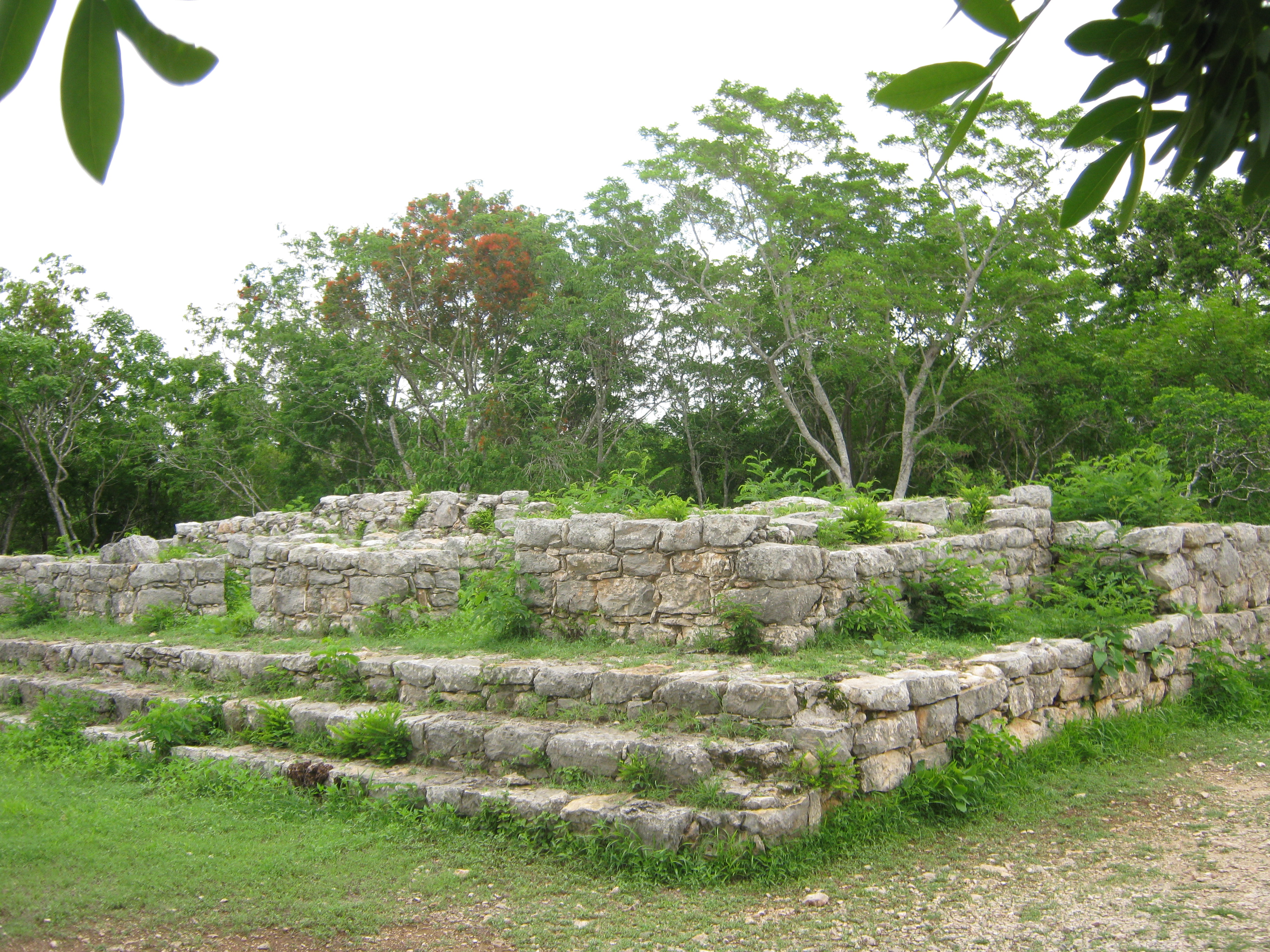
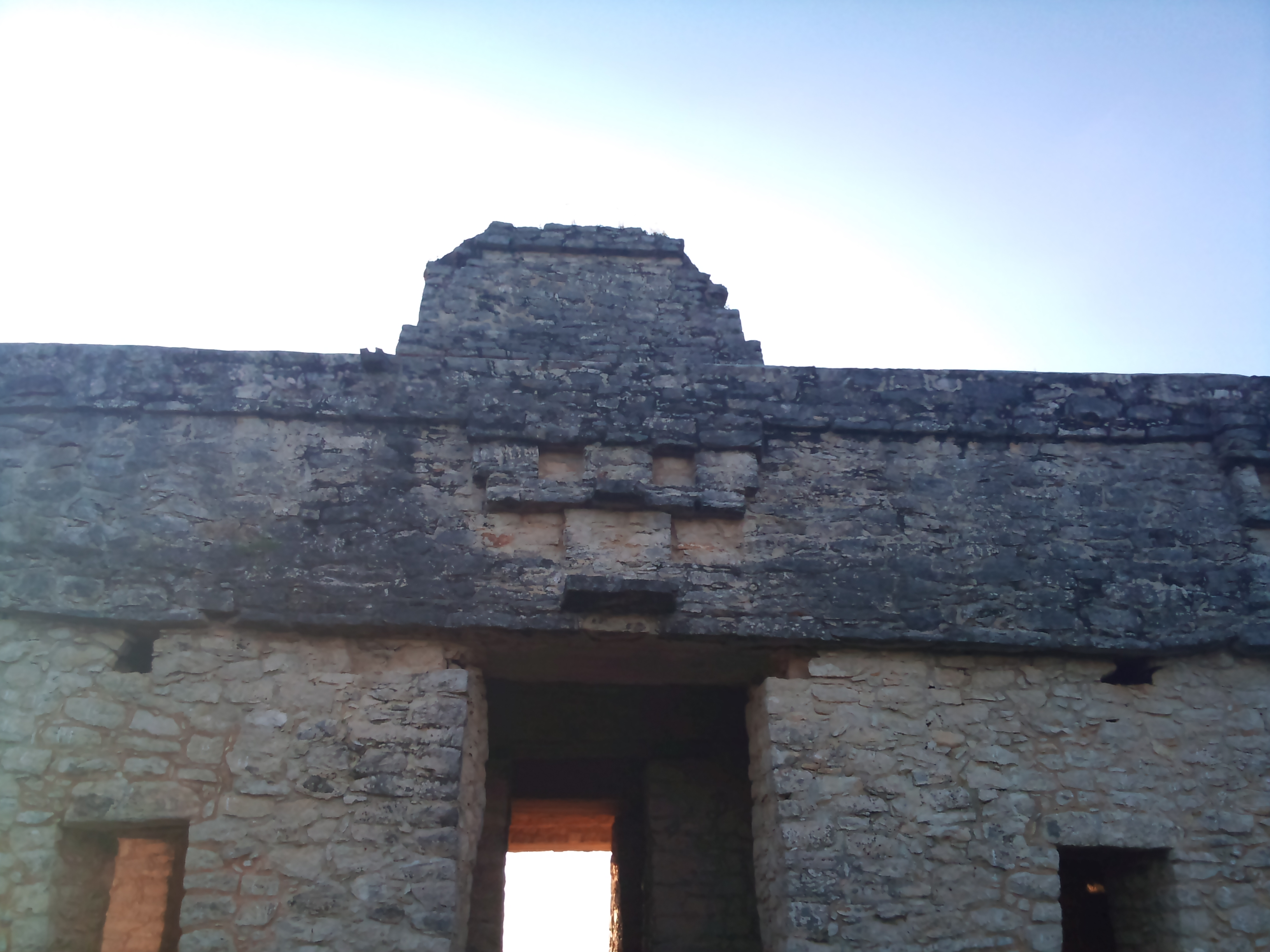
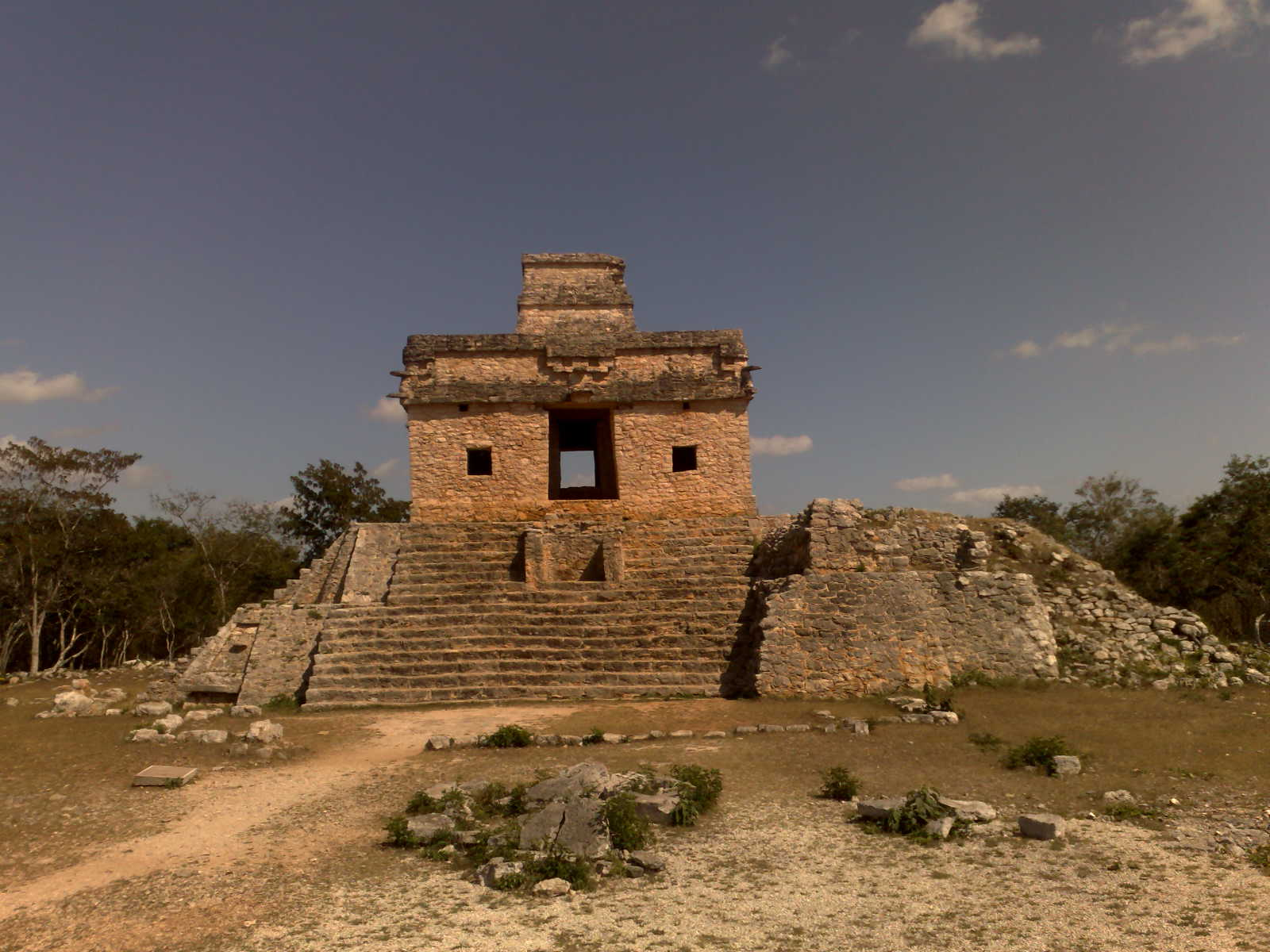
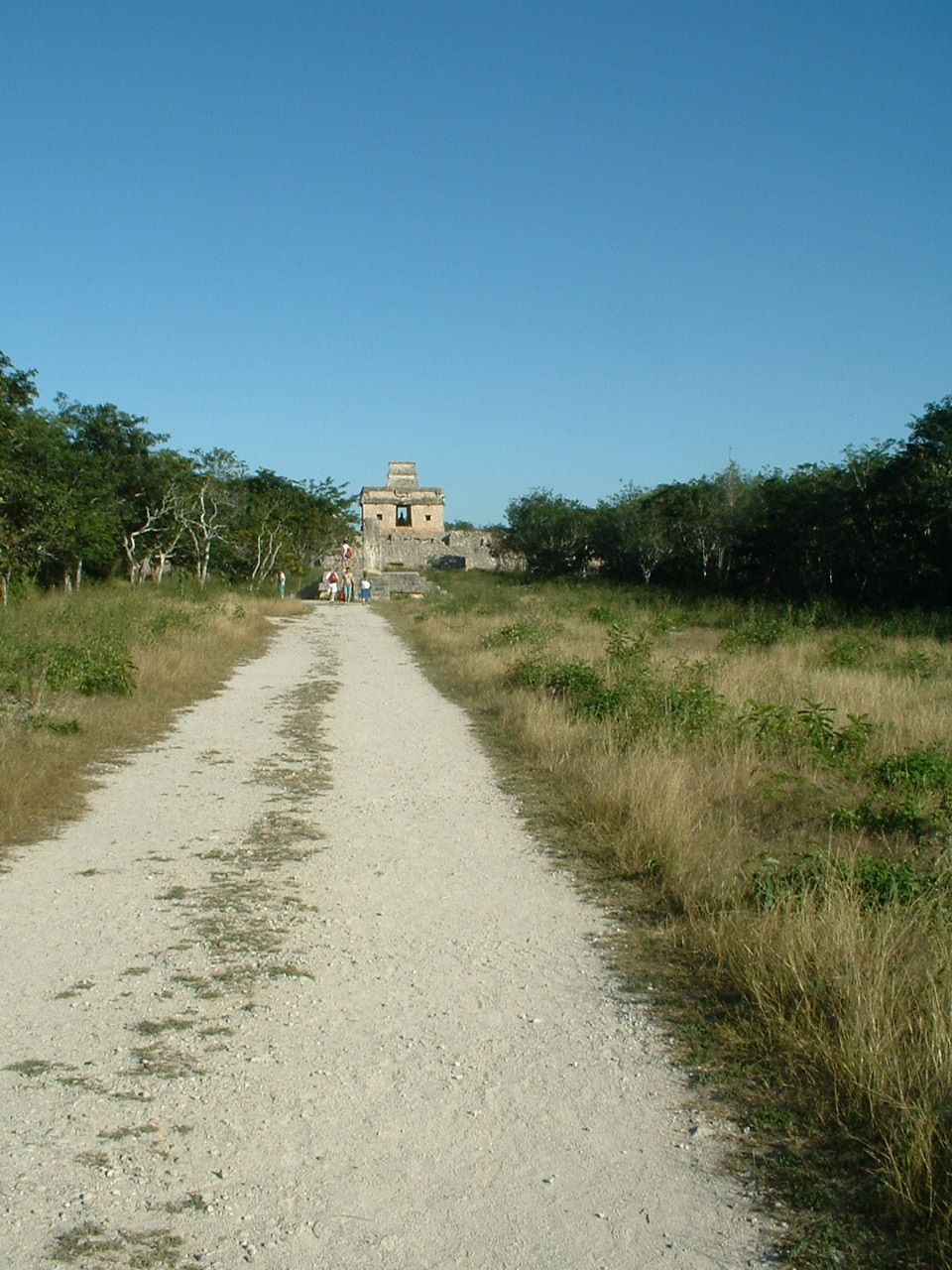
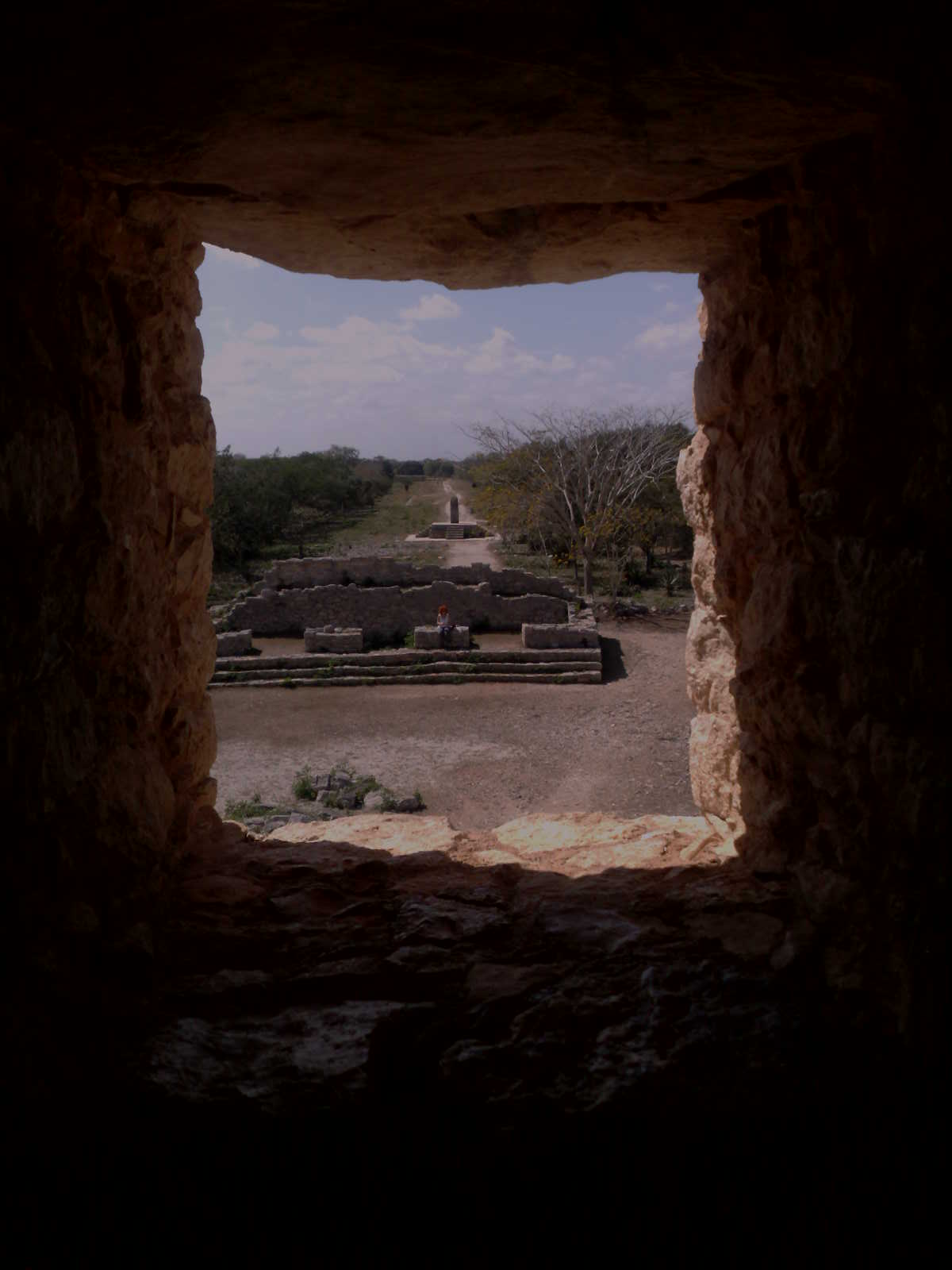
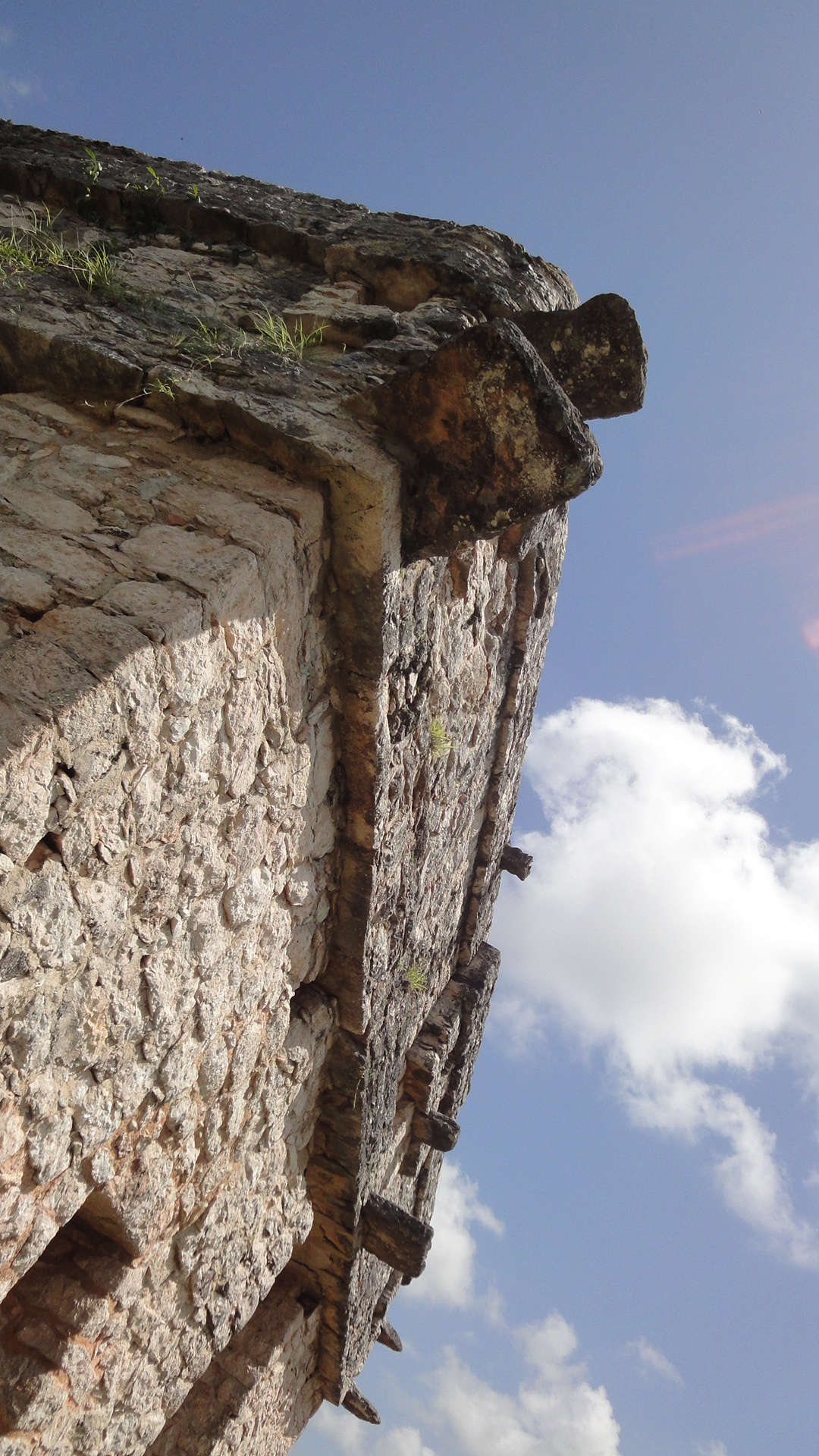
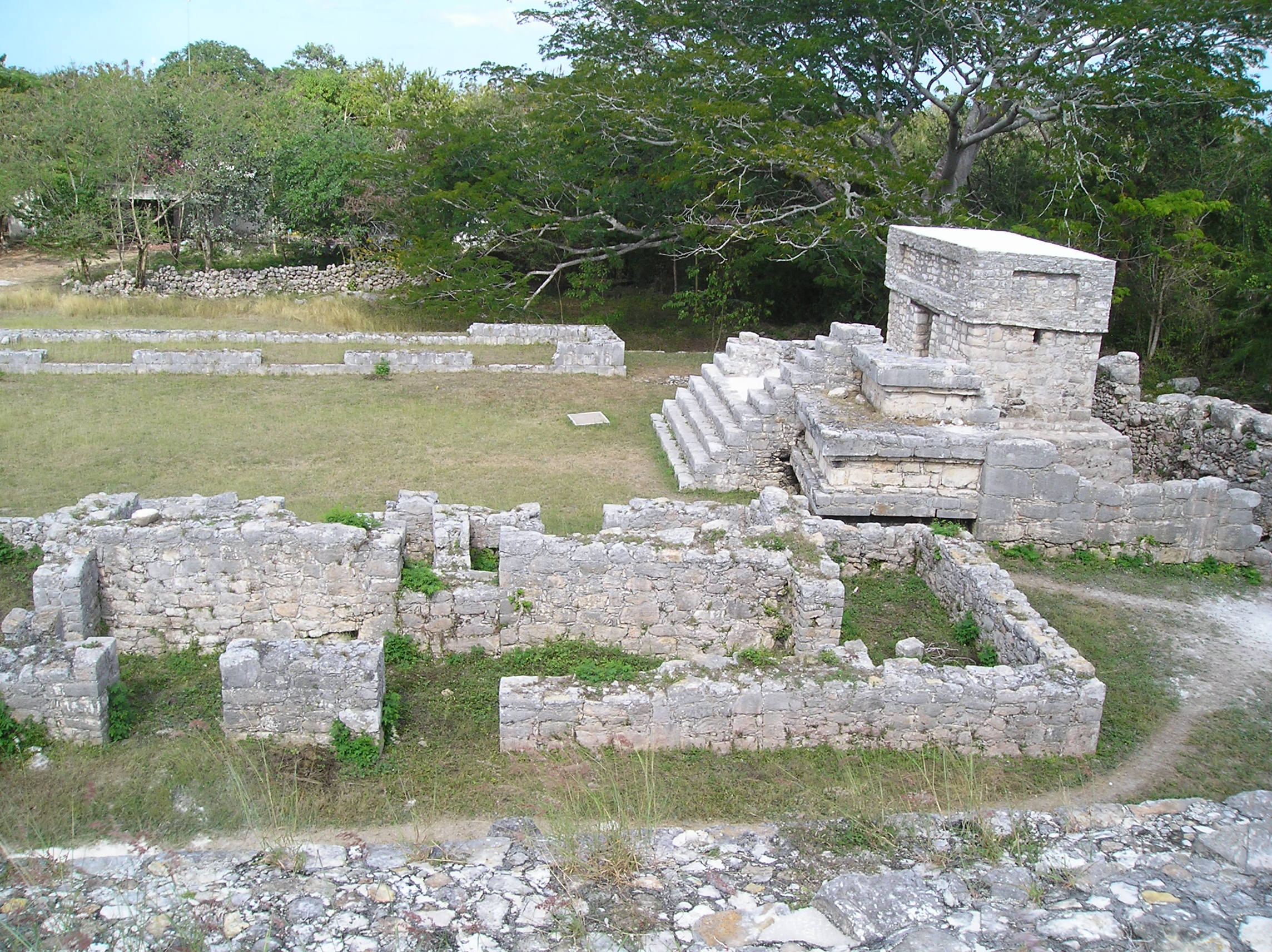
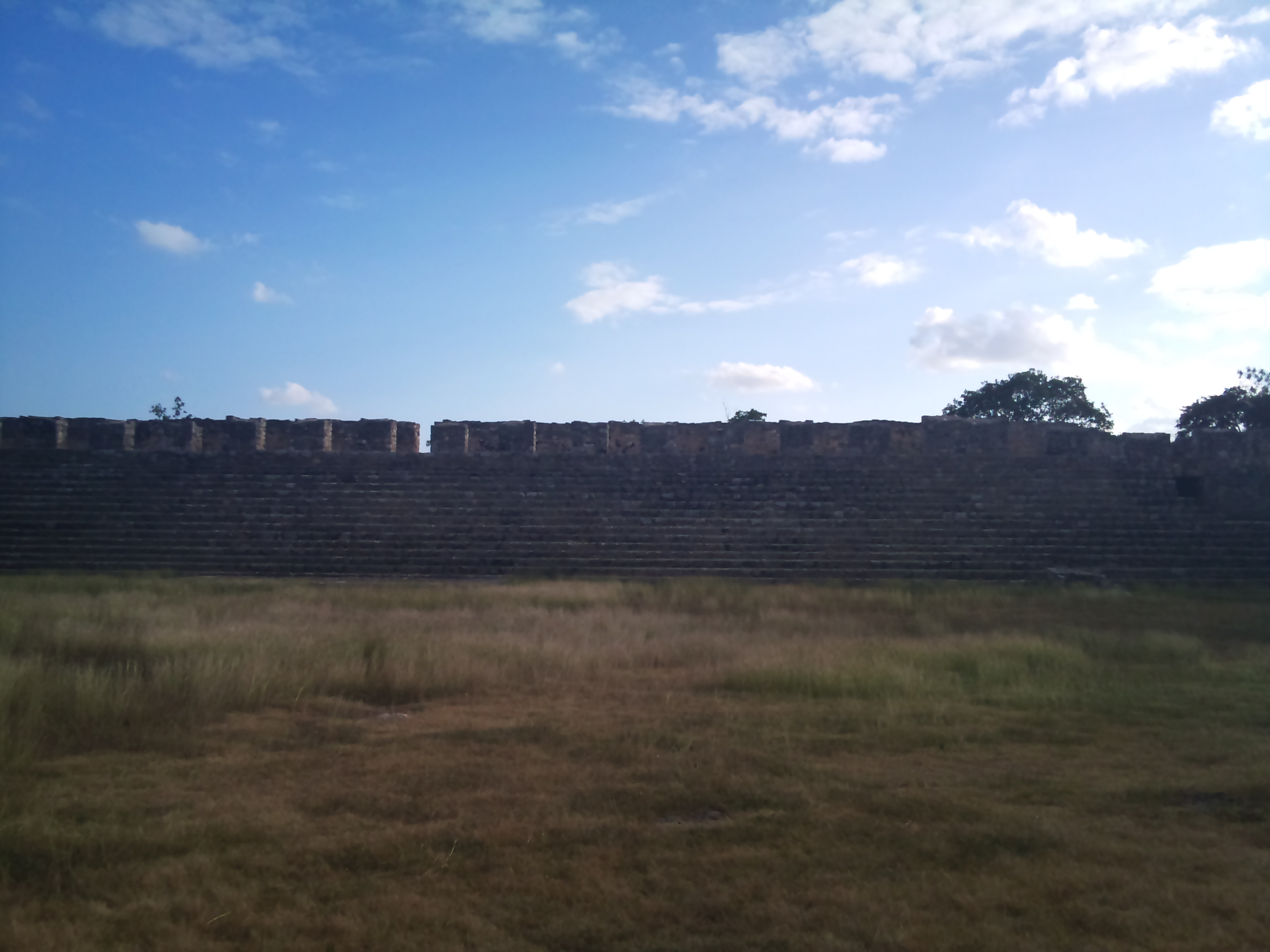
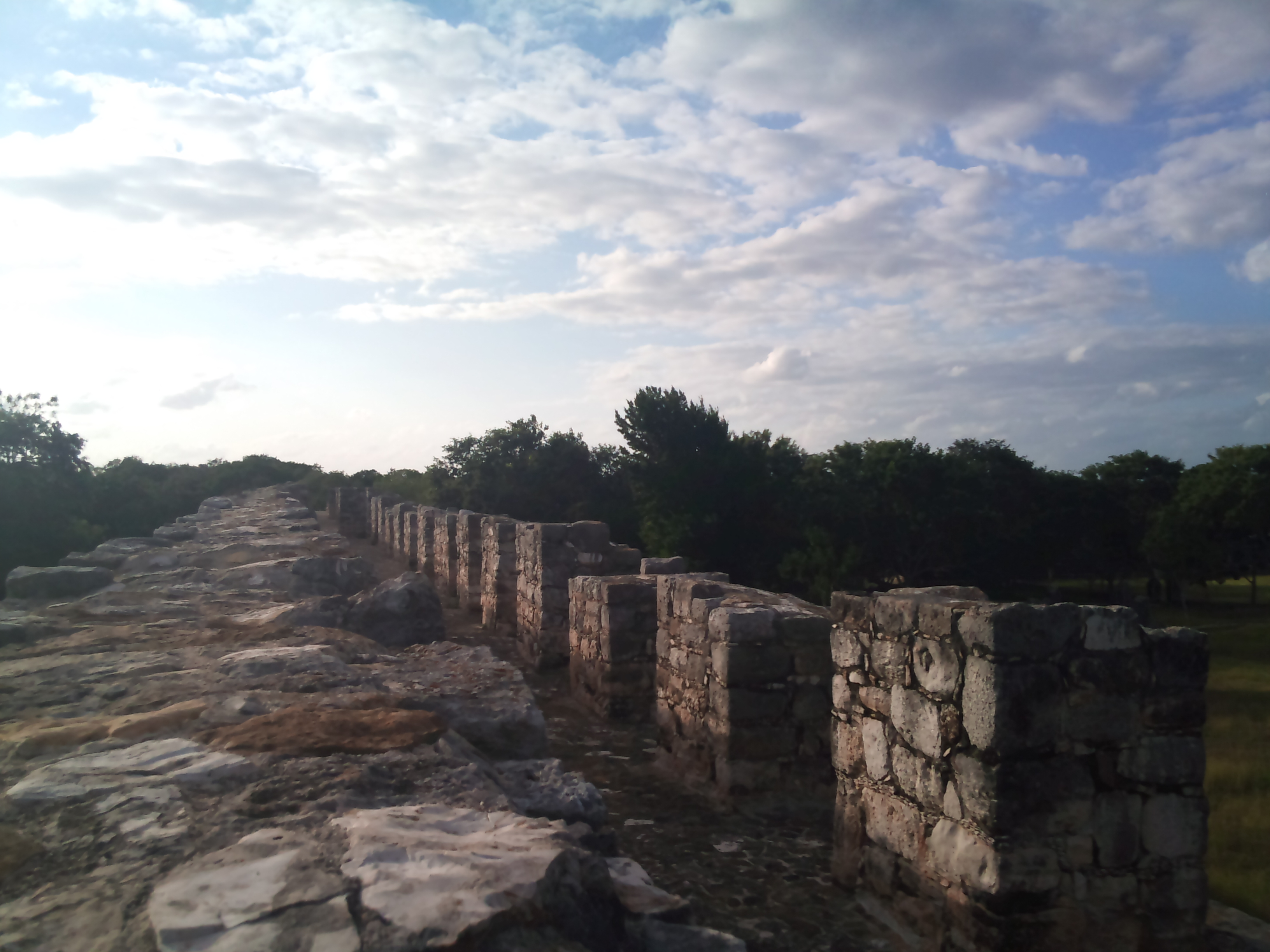
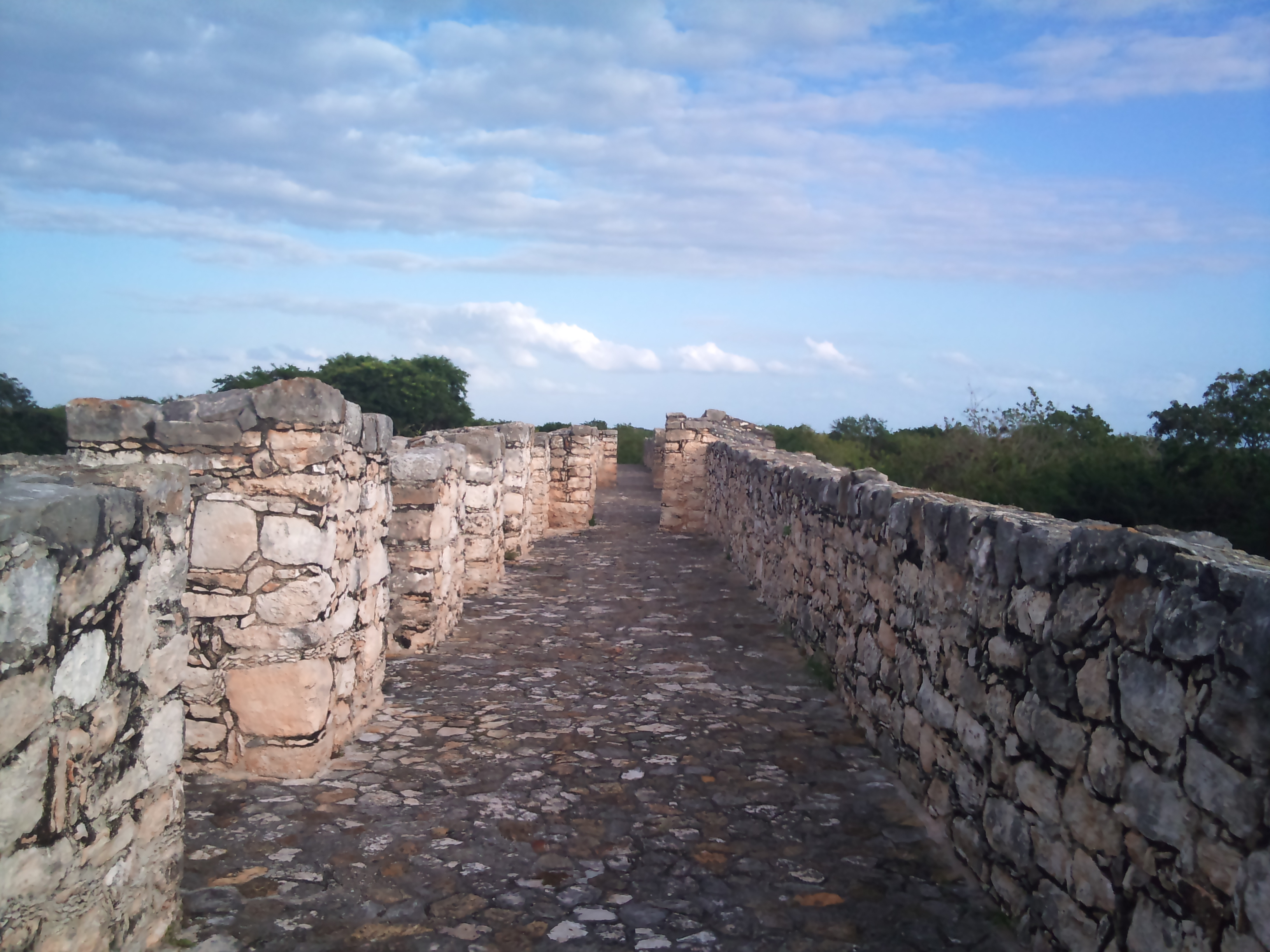
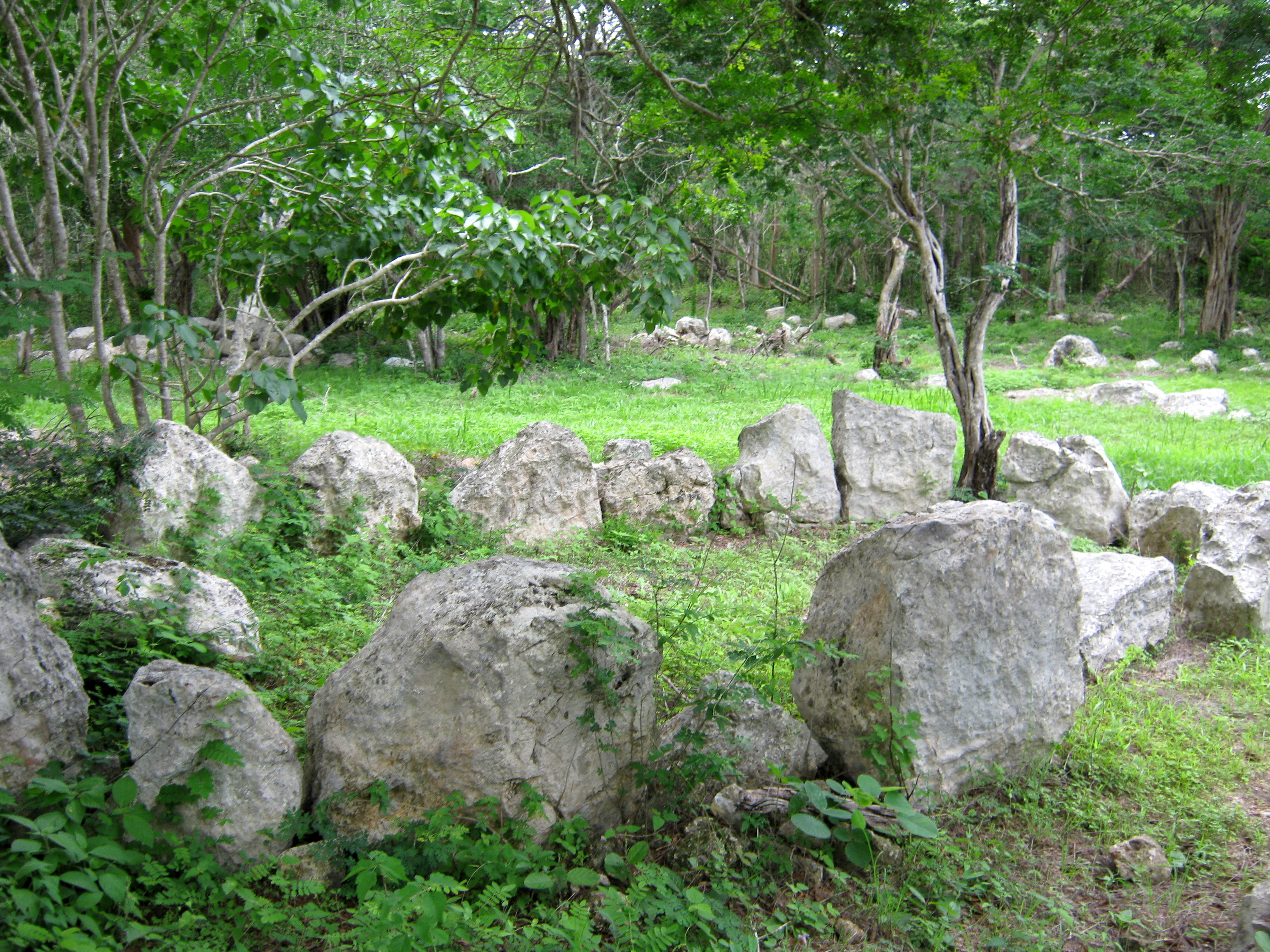

Dzibilchaltún